# Syrezol
Syrezol är en kulle i Antarktis. Den ligger i Sydshetlandsöarna. Argentina, Chile och Storbritannien gör anspråk på området.
Terrängen runt Syrezol är huvudsakligen kuperad, men västerut är den platt. Havet är nära Syrezol åt sydväst. Trakten är glest befolkad. Närmaste befolkade plats är Commandante Ferraz Station, 13,7 kilometer norr om Syrezol. 